# Ranunculus hannae
Ranunculus hannae är en ranunkelväxtart som beskrevs av Jasiew.. Ranunculus hannae ingår i släktet ranunkler, och familjen ranunkelväxter. Inga underarter finns listade i Catalogue of Life.